# Костел Святих Симона та Олени (Мінськ)
Костел Святих Симона та Олени (біл. Касцёл святога Сымона і святой Алены, пол. Kościół św. Szymona i Heleny), має також популярну народну назву «Червоний костел» (біл. Чырвоны касцёл) — католицький храм у центрі Мінська. Один з найвідоміших костелів у Білорусі та одна з найяскравіших архітектурних пам'яток столиці.

## Загальні дані та опис
Костел Святих Симона та Олени міститься в самому середмісті Мінська — на площі Незалежності в безпосередній близькості до Будинку уряду Республіки Білорусь.

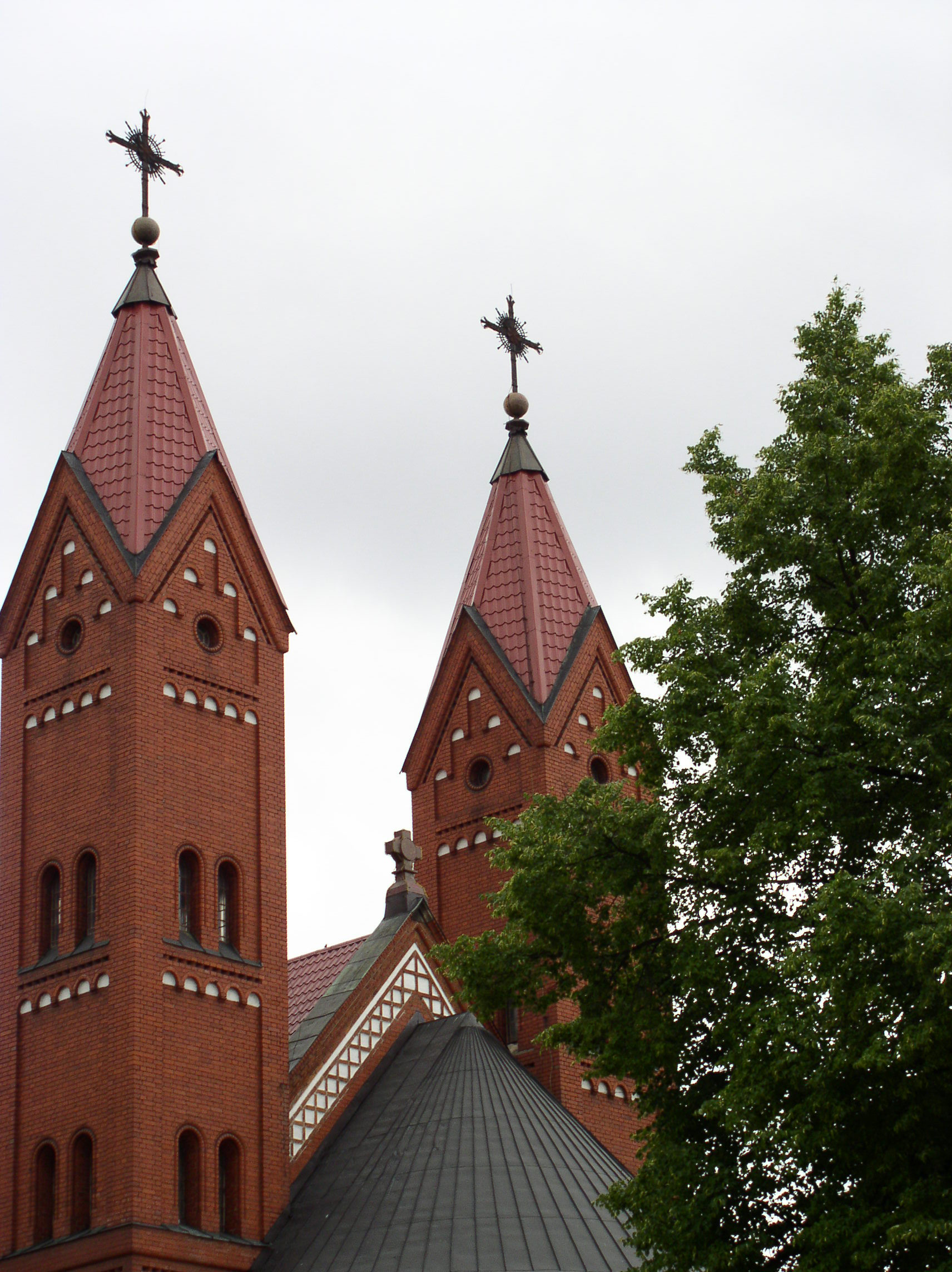
Вежі Червоного костелу

Костел зводився у період 1905—10 років під керівництвом і коштом шляхтича Едварда Войниловича польськими архітекторами Томашем Пояздерським та Владиславом Марконі.
Загальний художній стиль будови однозначно є неоготичним, однак окремі архітектурні елементи будівлі є модерновими або тяжіють до неоромантизму, відтак еклектичними, в інтер'єрі, зокрема у вітражах, було використано білоруські народні мотиви. При загальній строгості споруди вона має вишукані оздоблювальні деталі.
Домінантою собору є чотиригранна багатоярусна вежа з північно-східного боку від головного фасаду з пласким двосхилим дахом, завдяки якій костел видно вже звіддалля. Стіни головного фасаду і поперечної нави (трансепта) прикрашають доволі великі круглі вікна-рози.
До храмового комплексу входить і збудована одночасно з костелом плебанія.
Свою народну загальновживану назву «Червоний» (біл. Чырвоны) храм дістав, безперечно, через колір цегли, використаної для будівництва. Костел Святих Симона та Олени є популярним мінським храмом, однією з найвизначніших пам'яток міста, його символом і візитівкою.

## Історія храму
Наприкінці XIX століття у Мінську, населення якого наближалось до 100 тисяч осіб, п'яту частину якого становили католики (в тому числі поляки) за віросповіданням, було лише 2 костели, причому один з них на околиці міста. Саме тому 1897 року городяни звернулися до Мінської міської думи з проханням виділити земельну ділянку під будівництво нового костелу, однак його так і не було розпочато через заборону на початок робіт імперського Відомства внутрішніх справ.

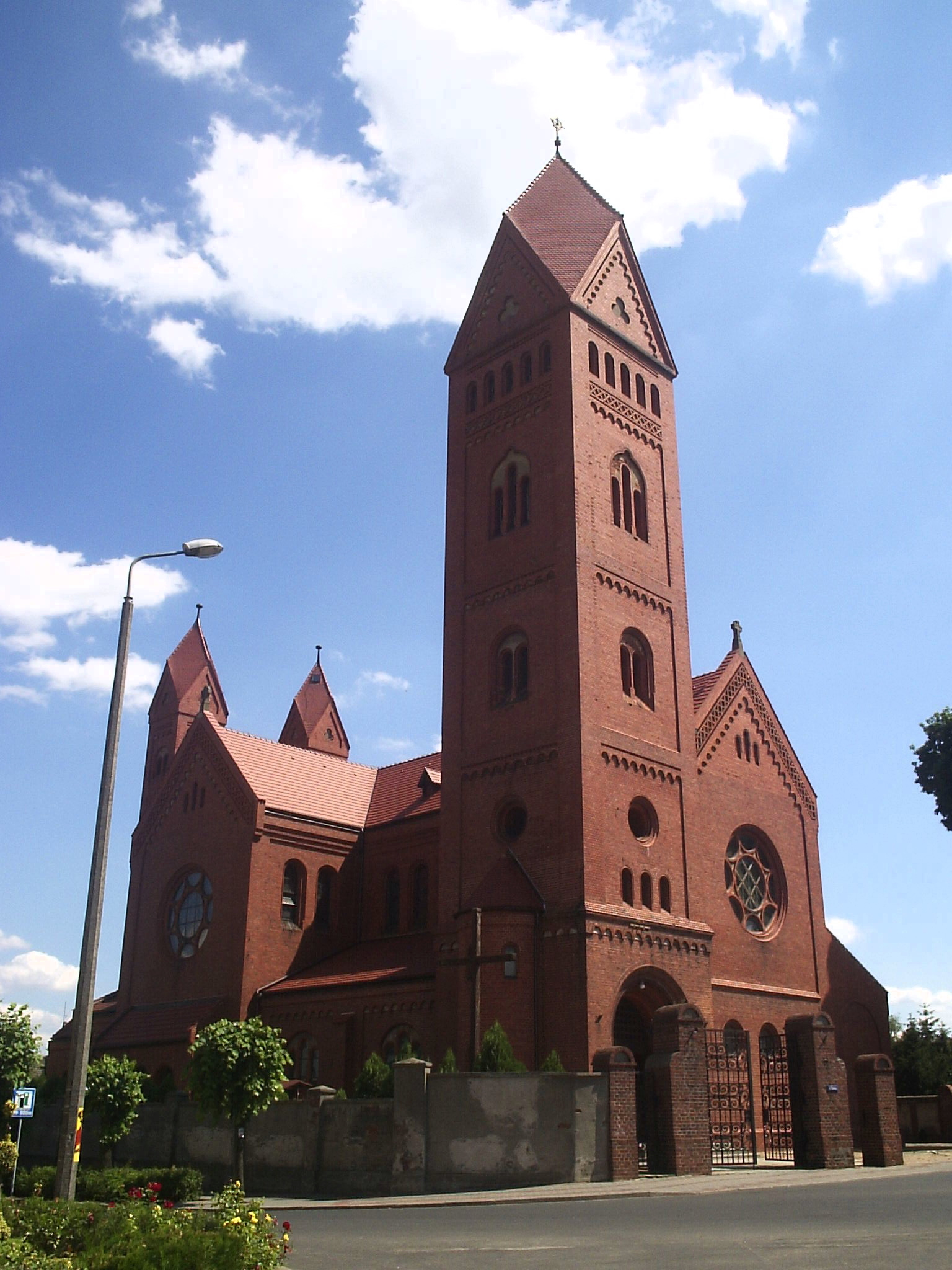
Костел св. Ельжбети в Ютросині (Польща)

Нову петицію з проханням виділення землі для костелу 1903 року підписали понад 2 тисячі мінчан, зокрема і поважні та авторитетні громадяни міста. На своєму черговому засіданні міська дума визначила ділянку для зведення храму на розі колишніх вулиць Захар'ївської та Трубної (сучасне місце розташування  — площа Незалежності). Тут і почали зводити собор 1905 року.
Головним опікуном і грошедавцем будівництва костелу став шанований у Мінську дворянин зі Случчини, почесний мировий суддя і Голова мінського товариства сільської господарки Едвард Войнилович, пожертвувавши на зведення храму 100 тисяч карбованців і особисто знайшовши і запросивши будівничих — Томаша Пояздерського та Владислава Марконі. Пояздерського Войнилович обрав, оцінивши раніше збудований ним Костел Святої Ельжбети в польському Ютросині (за формами, зрештою, дуже схожий на майбутній мінський собор). Томаш Пояздерський помер під час будівництва, не побачивши свій проект завершеним.
Костел був названий у ім'я Святих Симона (Шимона) та Олени (Єлени) у пам'ять про дітей само́го Едварда Войниловича, що померли в дитячому віці від недуги. Освячено костел було Мінським деканом, ксьондзом Вітольдом Чечотом у листопаді 1910 року, а вже 21 грудня того ж року храм був відкритий для пастви.

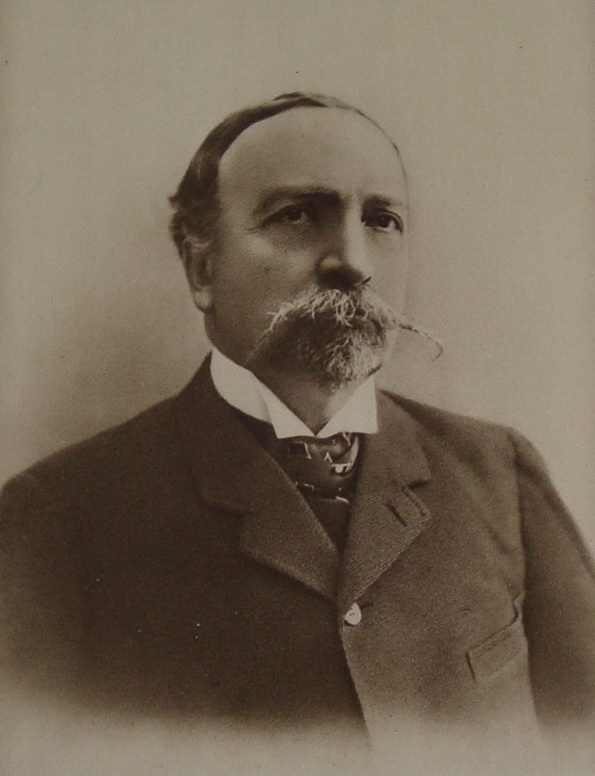
Едвард Войнилович — головний фундатор, покровитель і будівничий Червоного костелу

За якийсь час після Жовтневого перевороту 1917 року костел приладнали для потреб Державного польського театру БРСР, з посиленням репресій у галузі культури заклад було реорганізовано, а у приміщенні костелу розмістилась кіностудія, що, можливо, врятувало храм від руйнування.
У 1941 році німецька окупаційна влада на деякий час дозволила проведення служб у костелі. Під час Другої Світової війни фасад костелу постраждав. А у повоєнний час будівлю реконструювали, але профіль (довоєнний) її використання змінювати не стали — тут працювала кіностудія «Савецкая Беларусь».
1975 року будівлю переробили під Будинок кіно — тепер у ній було дві кінозали на 250 місць, кінематографічний музей (у високій башті) та спілка кінематографістів БРСР. Групою митців на чолі з Т. Ващенком було виконано нові вітражі. В цілому нові «господарі» будівлі були обережними, що врятувало храм він занедбання й уможливило доволі швидке відновлення його функціонування як культової споруди.
Власне в 1990 році Червоний костел було повернуто римсько-католицькій громаді, відтоді він став значним осередком культурного духовного життя країни, зокрема, крім релігійних функцій, при костелі утворились хор, бібліотека, молодіжний театр. Тут же відроджувалась Білоруська греко-католицька церква.
1996 року біля костелу було встановлено скульптуру Архангела Михаїла, що перемагає змія, а 2000-го — поруч з храмом з'явилась композиція «Дзвін Нагасакі».
У червні 2006 року в Червоному костелі було перепоховано рештки фундатора храму Едварда Войниловича, який помер 1928 року, проживши останні роки свого життя й померши в польській Бидгощі.
Нарешті влітку 2009 року було розпочато реконструкцію ділянки довкруг Червоного костелу за проектом заслуженого архітектора Білорусі Леоніда Левіна. За задумом автора має створюватися ефект вивищеності Костелу над оточуючим архітектурним ансамблем, що досягатиметься п'єдесталом, на який начебто буде «поставлений» храм (насправді поверхня площі Незалежності буде опущена). До костелу вестимуть сходи, а стіну, що відділяє храм від основного майдану приберуть, також зміниться розташування та ідейна спрямованість скульптурних елементів довкруг храму — так, пам'ятник члену Мінського підпілля редактору газети «Звязда» Омельянюку перенесуть на інший бік собору, що власне звільнить місце під майбутній монумент Папі Римському Івану Павлу II, також на інші місця помістять скульптуру архангела Михаїла та композицію «Дзвін Нагасакі».
26 вересня 2022 року у костелі сталася пожежа. Наступного дня адміністрація Московського району вирішила тимчасово заборонити експлуатацію будівлі. Костел відключили від усіх комунікацій. КУП «Мінська спадчина» заявила про розірвання договору оренди. Від громади вимагали звільнити будівлю від рухомого майна для проведення ремонтно-відновлювальних робіт.

## Міська легенда
Попри те, що події фундації та зведення Червоного Костелу відносяться не до такого вже давнього часу, відтак є добре відомими, собор устиг «обрости» низкою міських легенд і переказів. За однією мінською легендою, гендляр-скупар не волів офірувати на божий дім, і Господь суворо покарав його — двійко купцевих діточок померли від недуги, а дочка, вмираючи, попередила батька-боговідступника, що той має звести на спокуту костел. Купець, поховавши дітей, узявся будувати храм — кожна цеглина майбутньої будівлі, які доставляли здалеку, була загорнута в коштовний пергамент. По закінченні будівництва Костелу Бог дарував купцеві його гріхи.

## Галерея

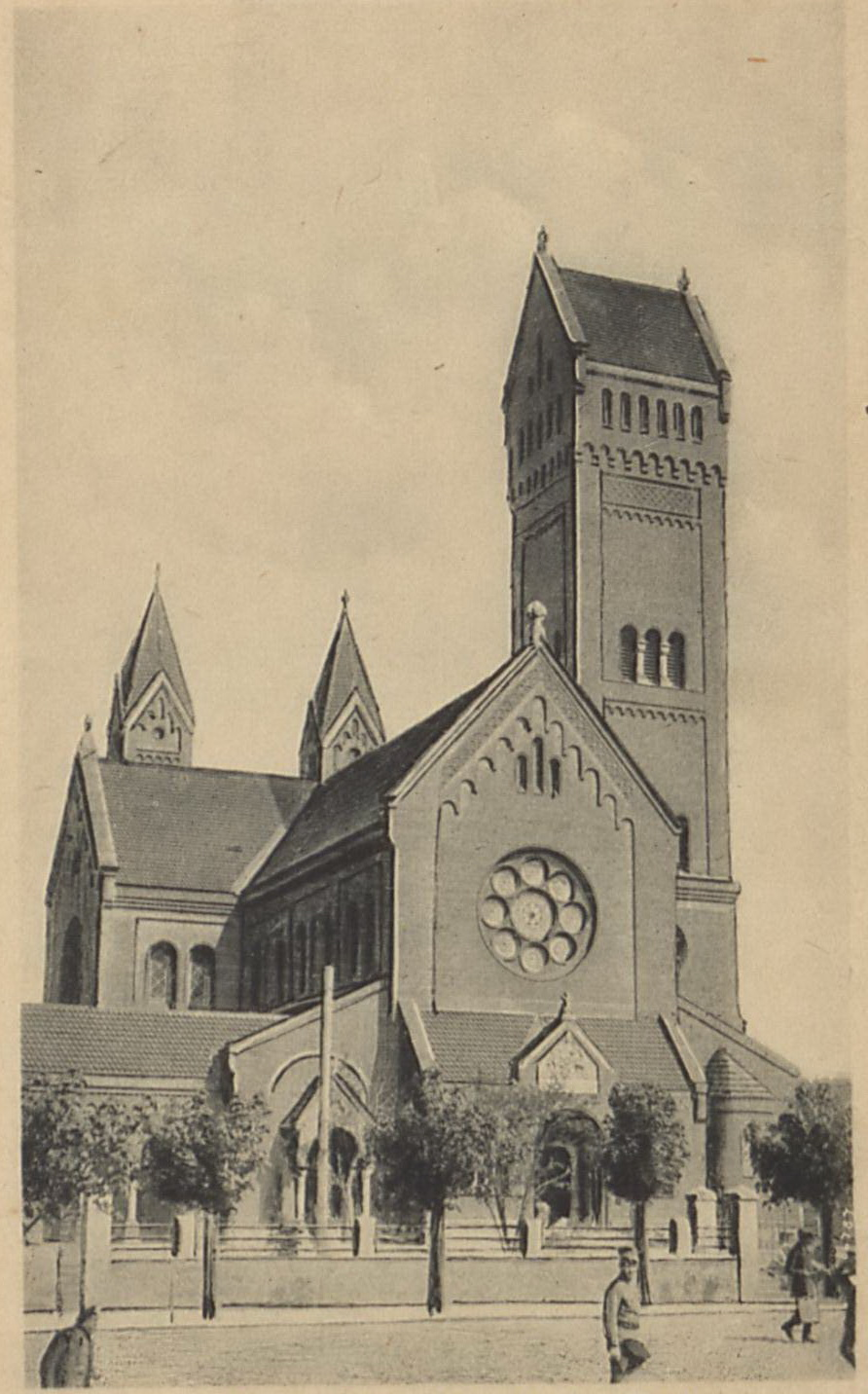
Вигляд Червоного костелу на поч. ХХ ст.
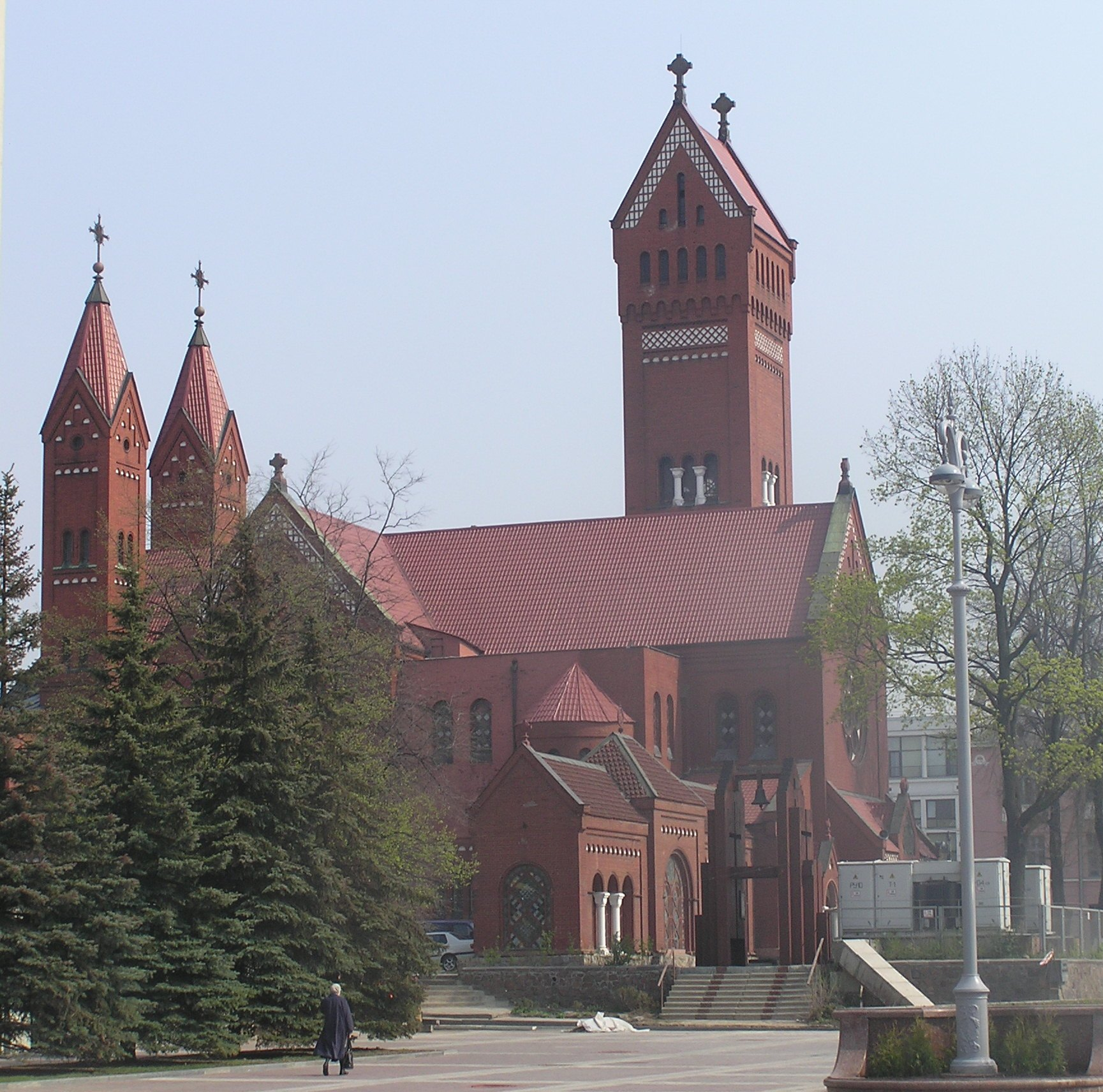
Травень 2006, вид з боку педуніверситету
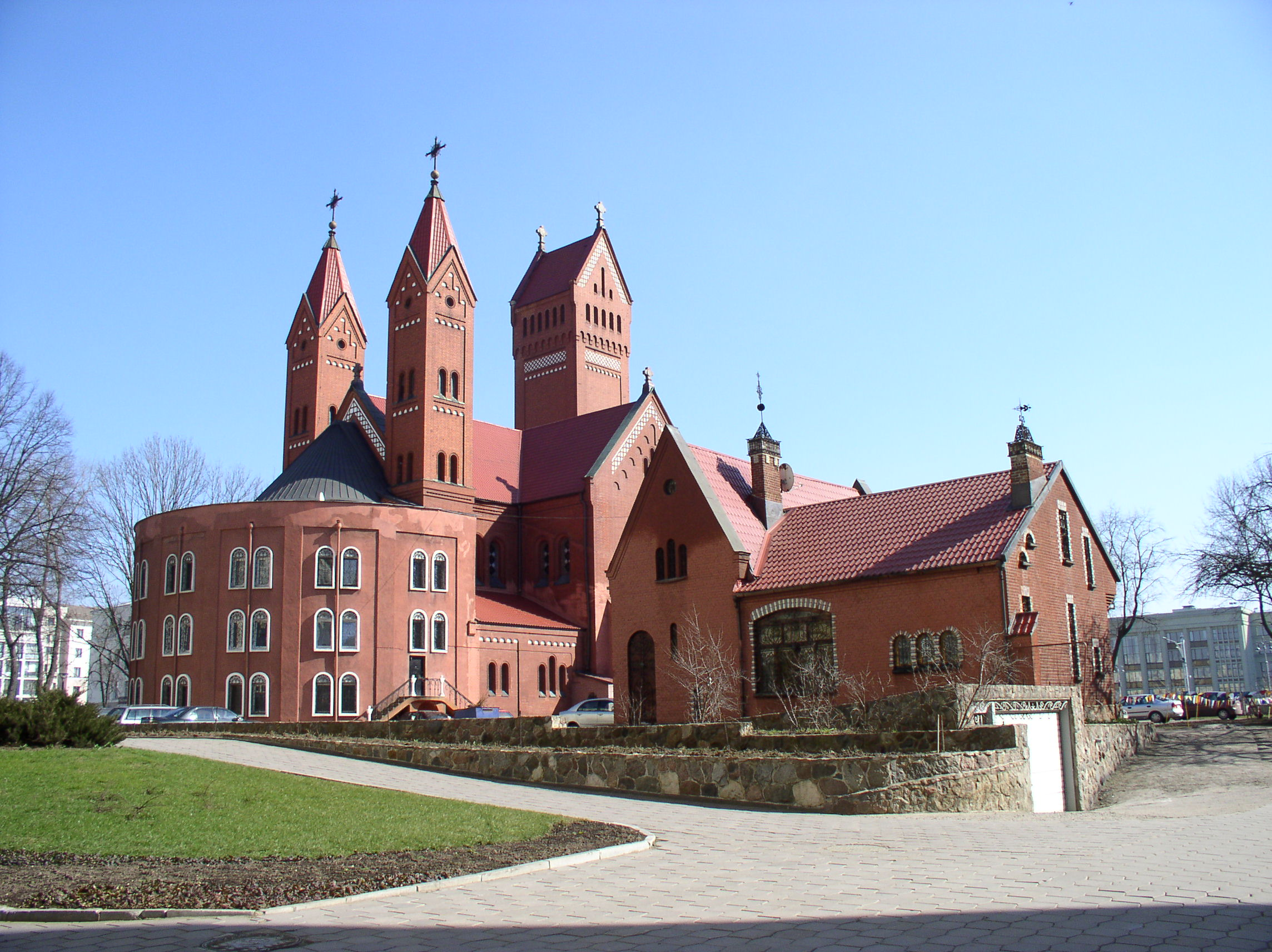
Червоний костел з тильного боку
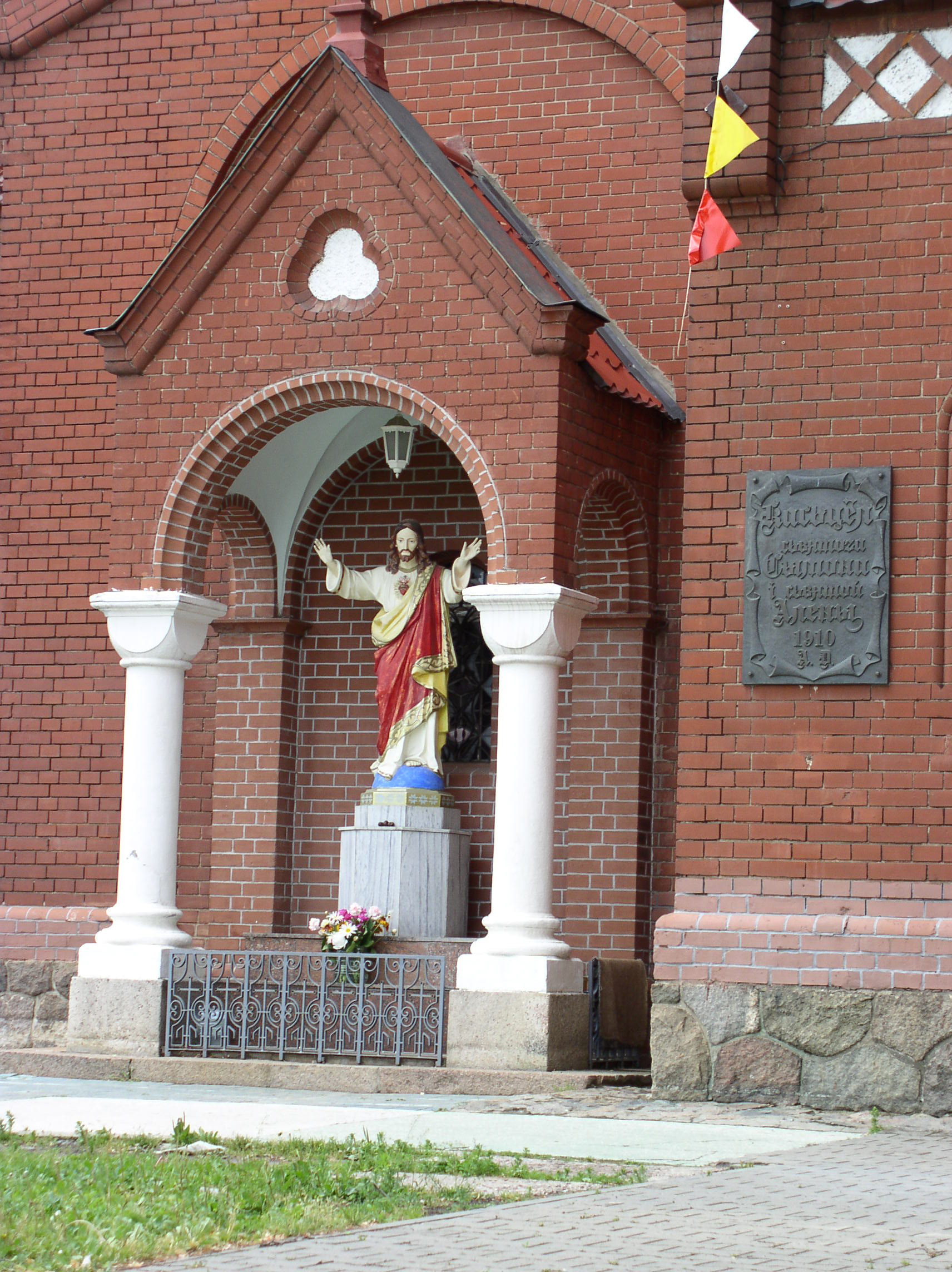
Фігура Спасителя в ніші та інформативна дошка на фасаді.
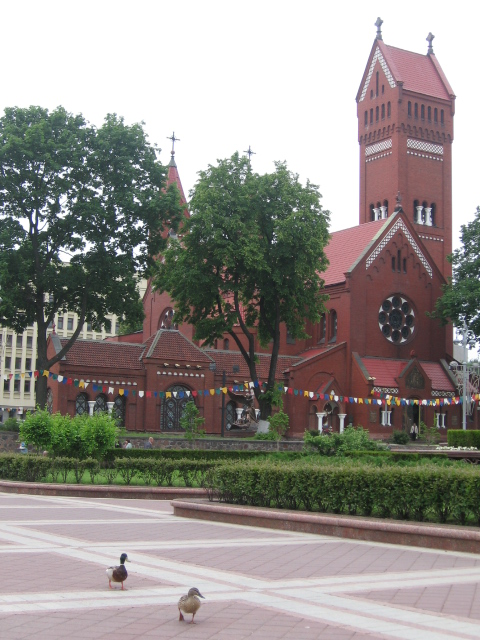
Червоний костел, травень 2010 року
Скульптура архангела Михайла біля костелу (1996)
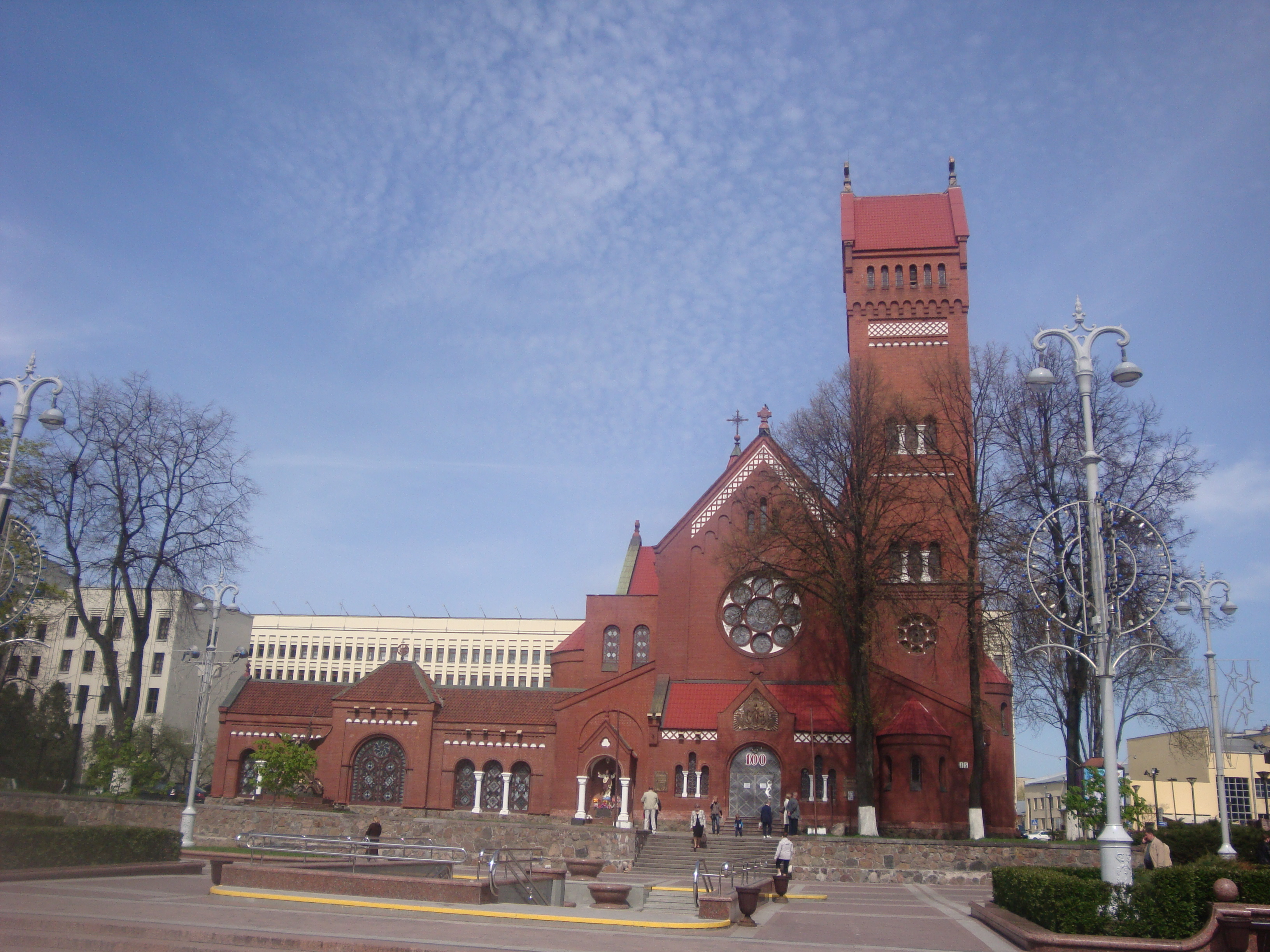
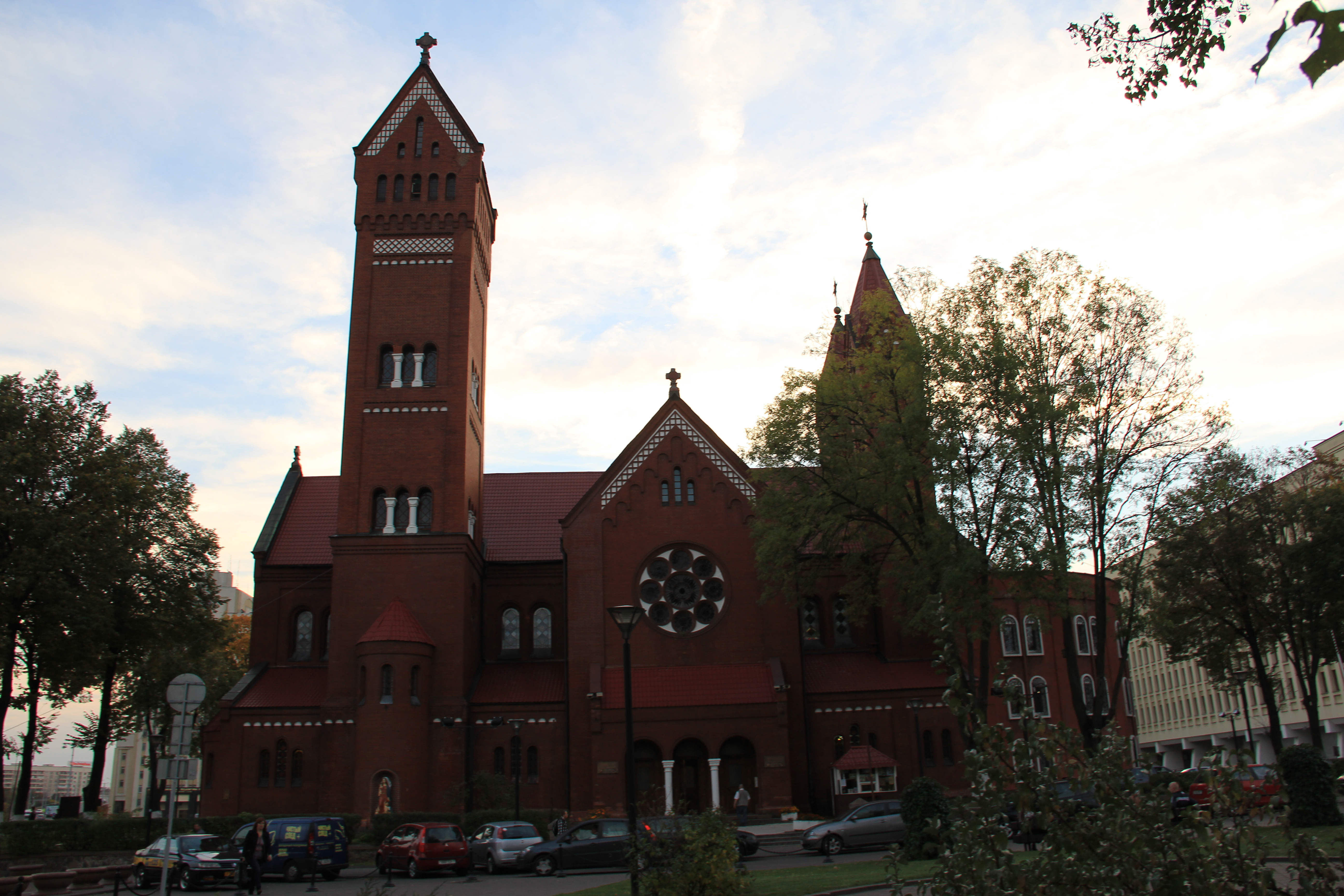
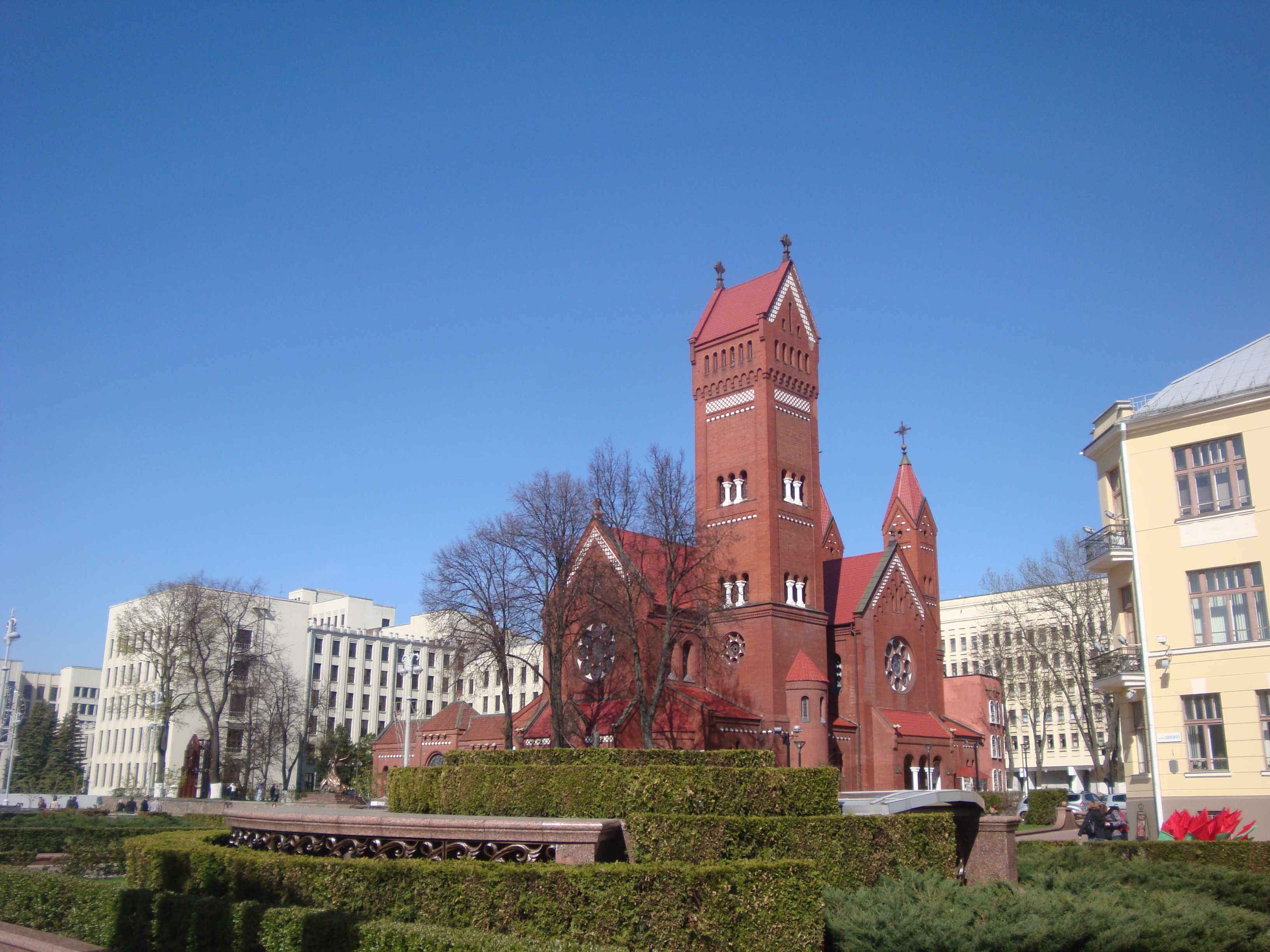
Вид з боку почтамту
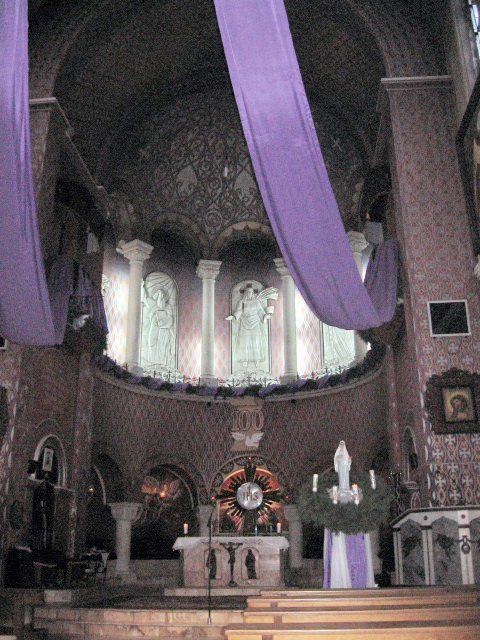
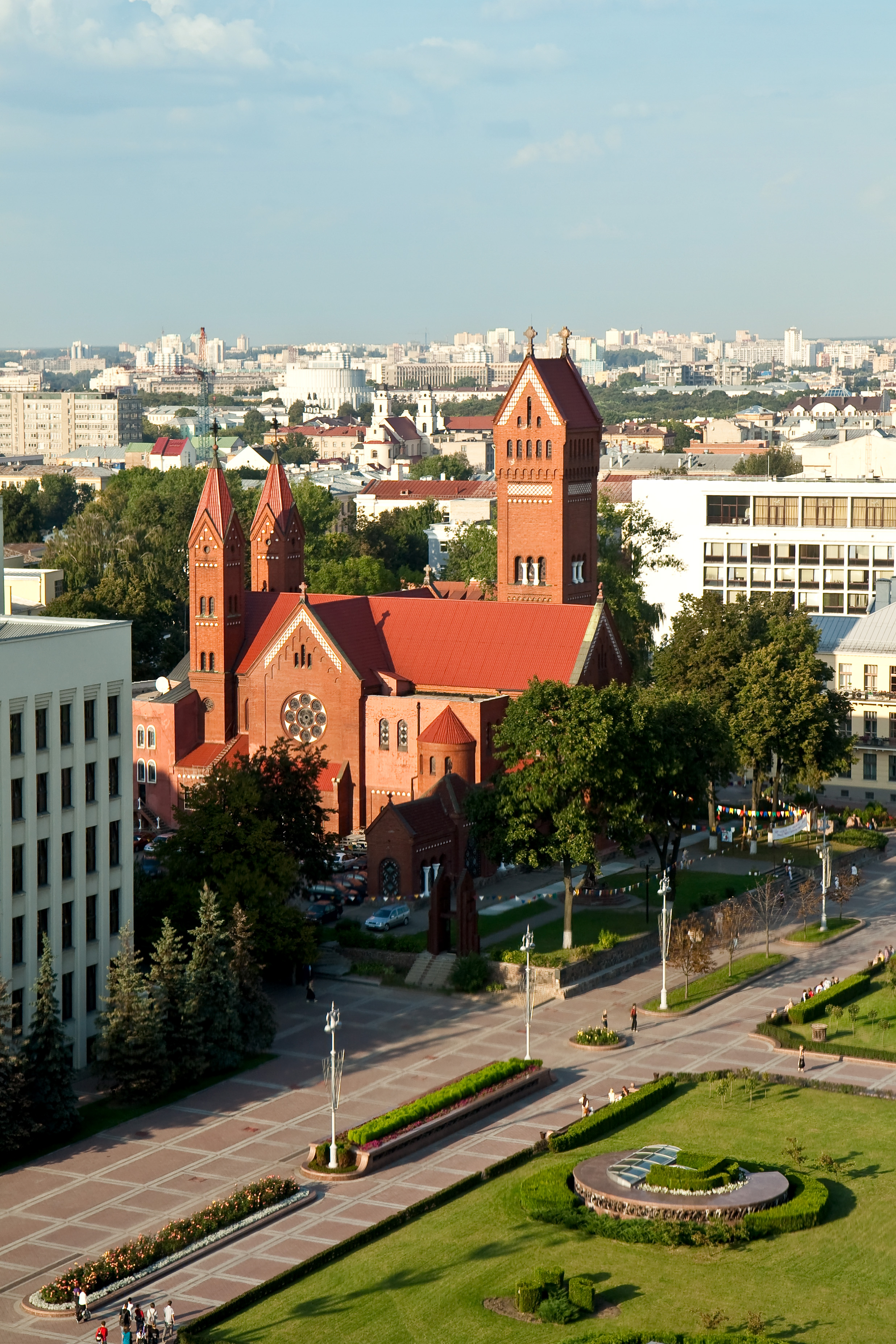
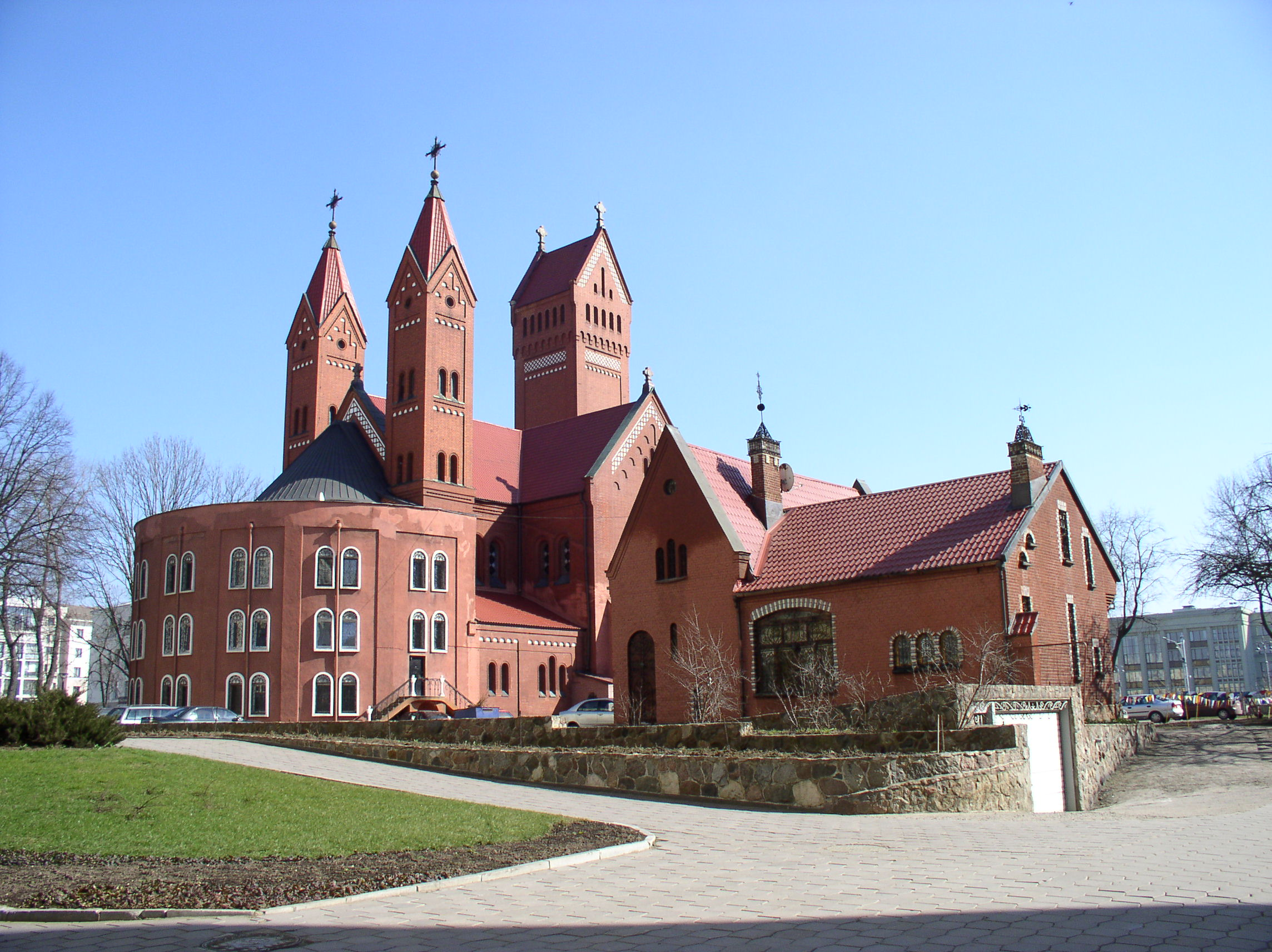
Вид з боку Будівлі уряду
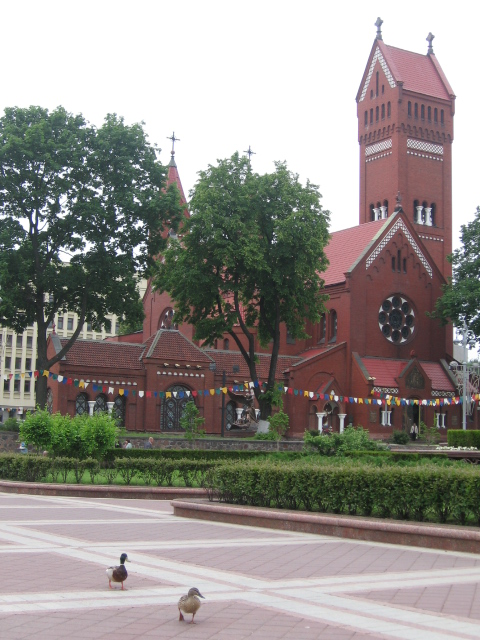
Качки перед костелом
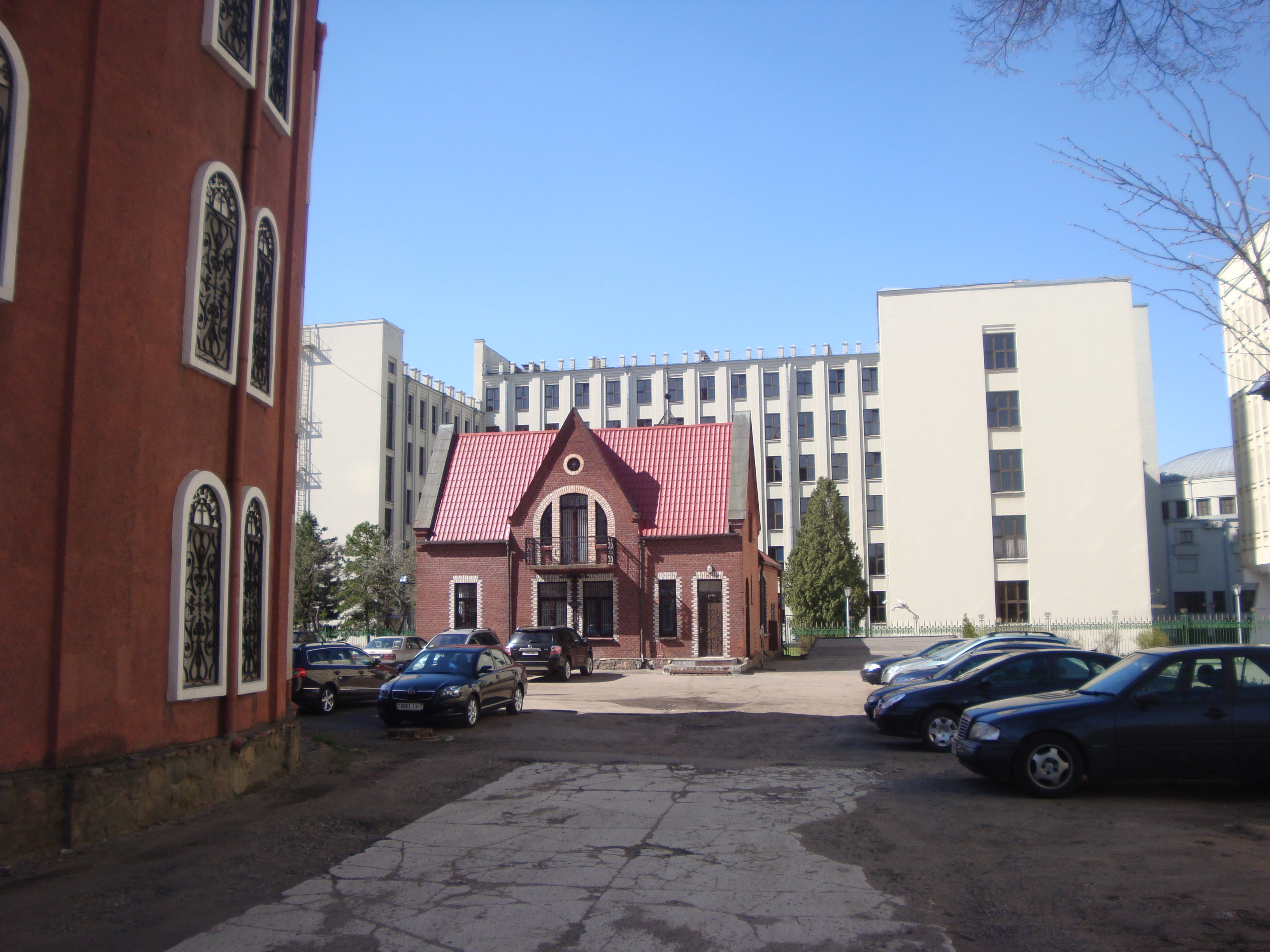

## Виноски
1. 1 2  Червоний костел на www.minsk-old-new.com («Мінськ старий і новий») [Архівовано 8 жовтня 2009 у Wayback Machine.] (рос.)
2. ↑  Костели Мінська на www.privet-minsk.com [Архівовано 5 липня 2009 у Wayback Machine.](рос.)
3. ↑  Червоний костел у Мінську поставлять на п'єдестал. А скульптури поміняють місцями[недоступне посилання] // новина за 28 липня 2009 року в газ. «Комсомольская Правда. Беларусь» (рос.)
4. ↑  Католики просят передать Красный костел на баланс общины, готовы сами сделать ремонт. Reform.by[be] (рос.). Архів оригіналу за 4 листопада 2022. Процитовано 4 листопада 2022.
5. ↑  Пам'ятки Мінська на www.minskportal.com. Архів оригіналу за 26 квітня 2009. Процитовано 29 вересня 2009.